# Estadio Euganeo
El Estadio Euganeo es un estadio multipropósito, pero principalmente dedicado a la práctica del fútbol, situado en la ciudad de Padova, en la región del Véneto en Italia. Sirve de sede habitual al Calcio Padova.
- Datos: Q115585
- Multimedia: Stadio Euganeo / Q115585